# Andrea di Chavigny
Andrea di Chavigny (1150 – 1202) è stato un militare francese al servizio di Riccardo I d'Inghilterra, membro cadetto di una nobile casata francese e cugino dello stesso Riccardo.

## Biografia
Il suo nome in lingua francese è André de Chauvigny.
Nel 1189 sposò Denise de Deols (1173-1221), contessa di Devon; grazie a questo matrimonio Andrea acquisì la baronia di Châteauroux.
Prese parte alla Terza crociata, combattendo al servizio di Riccardo, divenuto nel frattempo re d'Inghilterra, e ricoprendo un importante posizione di comando nelle sue schiere. 
Partì da Marsiglia col grosso dell'esercito inglese il 4 luglio 1190 per poi raggiungere la Terrasanta, dove si distinse nell'assedio di San Giovanni d'Acri e nella battaglia di Arsuf contro le armate del Saladino.
Durante queste imprese si guadagnò buona fama tanto da divenire personaggio importante in alcune "canzoni" sulle crociate.